# Герцог Албемарл
Герцог Албема́рл (англ. Duke of Albemarle) — герцогский титул, дважды создававшийся в пэрстве Англии, каждый раз заканчивающийся угасанием. Кроме того, титул был создан в третий раз Яковом II в изгнании и в четвёртый раз его сыном, Старым Претендентом, в якобитском пэрстве. Титул является латинизированной формой древних нормандских графов Омалей из Омаля, что в Нормандии.

## Герцог Албемарл, первая креация (1397)
- Эдвард Норвичский, 1-й герцог Албемарл (1373—1415), внук Эдуарда III, был лишен этого герцогства в 1399 году. Он позже стал преемником своего отца как герцог Йоркский.

## Герцог Албемарл, вторая креация (1660)

также граф Торрингтон, барон Монк, барон Бошан и барон Тейз (Англия, 1660 год)
- Джордж Монк, 1-й герцог Албемарл (1608—1670) был награждён своим пэрством за участие в Реставрации;
- Кристофер Монк, 2-й герцог Албемарл (1653—1688), единственный сын первого герцога, умер бездетным.

## Герцог Албемарл, первая якобитская креация (1696)
также «граф Рочфорд» и «барон Ромни» (якобиты, 1696 год)
- Генри Фицджеймс, «1-й герцог Албемарл» (1673—1702), внебрачный сын Якова II был создан пэром своим отцом в изгнании.

## Герцог Албемарл, вторая якобитская креация (1722)
также «маркиз Монк и Фицхеммон», «граф Бат», «виконт Бевил» (якобиты, 1722 год), барон Лансдоун (Великобритания, 1712 год) и «барон Лансдоун из Бидфорда» (якобиты, 1722 год)
- Джордж Грэнвил, 1-й барон Лансдоун, «1-й герцог Албемарл» (1666—1735), видный тори, был сделан якобитским претендентом «Яковом III»;
- Бернард Грэнвил, «2-й герцог Албемарл» (1700 — 2 июля 1776), племянник лорда Лансдоуна, якобы[1] наследовавший своему дяде в указанном якобитском пэрстве.